# Segunda División de fútbol sala 2015-16
La temporada 2015-16 de Segunda División de fútbol sala fue la 27.ª edición de la Segunda División de la Liga Nacional de Fútbol Sala de España. Comenzó el 19 de septiembre de 2015 y el play-off finalizó el 21 de mayo de 2016. Se disputó en formato de liga, con una fase regular, que enfrentaba todos contra todos a los 14 equipos participantes. Obtuvo el título de campeón El Pozo Ciudad de Murcia. Al no poder ascender por ser equipo filial, ascendió el subcampeón, Plásticos Romero Cartagena. El restante ascenso fue para el ganador de la eliminatoria disputada por los clasificados de la 2.ª a la 5.ª posición. El último clasificado descendió a Segunda División B.

## Equipos participantes[1]
| Club                       | Ciudad                     | Comunidad Autónoma   | Pabellón                             |
| -------------------------- | -------------------------- | -------------------- | ------------------------------------ |
| Prone Lugo F.S.            | Lugo                       | Galicia              | Municipal de Lugo                    |
| Cidade de Narón            | Narón                      | Galicia              | Municipal de A Gandara               |
| Cofersa O Parrulo          | Ferrol                     | Galicia              | A Malata                             |
| FS Zamora                  | Zamora                     | Castilla y León      | Ángel Nieto                          |
| Naturpellet Segovia        | Segovia                    | Castilla y León      | Pedro Delgado                        |
| F.S. Valdepeñas            | Valdepeñas                 | Castilla-La Mancha   | Virgen de la Cabeza                  |
| FSD Puertollano            | Puertollano                | Castilla-La Mancha   | Polideportivo Antonio Rivilla        |
| Plásticos Romero Cartagena | Cartagena                  | Murcia               | Wssell de Guimbarda                  |
| El Pozo Ciudad de Murcia   | Murcia                     | Murcia               | Palacio de Deportes de Murcia        |
| Real Betis FSN             | Sevilla                    | Andalucía            | Amate                                |
| FC Barcelona "B" Lassa     | Barcelona                  | Cataluña             | Ciutat Esportiva Joan Gamper         |
| Hércules San Vicente       | San Vicente del Raspeig    | Comunidad Valenciana | Municipal de San Vicente del Raspeig |
| Gran Canaria FS            | Las Palmas de Gran Canaria | Canarias             | Centro Insular de Deportes           |
| Melilla FS                 | Melilla                    | Melilla              | Javier Imbroda Ortiz                 |

## Clasificación
| Pos. | Equipo                     | Pts. | PJ | G  | E | P  | GF  | GC  | Dif. | Clasificación o descenso                |
| ---- | -------------------------- | ---- | -- | -- | - | -- | --- | --- | ---- | --------------------------------------- |
| 1    | ElPozo Ciudad de Murcia    | 59   | 26 | 19 | 2 | 5  | 139 | 85  | +54  |                                         |
| 2    | Plásticos Romero Cartagena | 57   | 26 | 18 | 3 | 5  | 104 | 74  | +30  | Ascendido                               |
| 3    | F.S. Valdepeñas            | 54   | 26 | 16 | 6 | 4  | 103 | 77  | +26  | Clasifican para la promoción de ascenso |
| 4    | FC Barcelona "B" Lassa     | 52   | 26 | 16 | 4 | 6  | 101 | 69  | +32  |                                         |
| 5    | Hércules San Vicente       | 51   | 26 | 16 | 3 | 7  | 129 | 81  | +48  | Clasifican para la promoción de ascenso |
| 6    | Naturpellet Segovia        | 44   | 26 | 13 | 5 | 8  | 90  | 76  | +14  | Clasifican para la promoción de ascenso |
| 7    | Gran Canaria FS            | 43   | 26 | 14 | 1 | 11 | 107 | 76  | +31  | Clasifican para la promoción de ascenso |
| 8    | Real Betis FSN             | 41   | 26 | 13 | 2 | 11 | 102 | 89  | +13  |                                         |
| 9    | Cofersa O Parrulo          | 32   | 26 | 9  | 5 | 12 | 92  | 92  | 0    |                                         |
| 10   | FSD Puertollano            | 30   | 26 | 9  | 3 | 14 | 74  | 116 | −42  |                                         |
| 11   | Melilla FS                 | 22   | 26 | 8  | 1 | 17 | 76  | 98  | −22  |                                         |
| 12   | Prone Lugo F.S.            | 22   | 26 | 7  | 3 | 16 | 64  | 102 | −38  |                                         |
| 13   | Cidade de Narón            | 11   | 26 | 3  | 2 | 21 | 38  | 102 | −64  |                                         |
| 14   | FS Zamora                  | −2   | 26 | 1  | 0 | 25 | 26  | 108 | −82  | Descenso a Segunda División B           |

 Fuente: LNFS – Segunda División and lnfs.es
Criterios de clasificación: 1) puntos; 2) puntos de los enfrentamientos directos; 3) diferencia de goles directa; 4) diferencia de goles; 5) número de goles marcados
Notas:
1. ↑  Se le descontaron 3 puntos por infracción.
2. ↑  Se le descontaron 2 puntos por infracción.
3. ↑  El FS Zamora fue descalificado el 30 de diciembre de 2015 por incumplir las reglas de la competición.[2]
4. ↑  Se le descontaron 5 puntos por infracción.

## Playoff de ascenso a Primera División[3]
FC Barcelona "B" Lassa al ser equipo filial, no disputó el play-off al no poder ascender a Primera División.
|  | Semifinales          | Semifinales | Semifinales     | Semifinales |   |                     | Final | Final | Final | Final |  |
|  |                      |             |                 |             |   |                     |       |       |       |       |  |
|  |                      |             |                 |             |   |                     |       |       |       |       |  |
|  | Hércules San Vicente | 5           | 2               | 1 (3)       |   |                     |       |       |       |       |  |
|  | Hércules San Vicente | 5           | 2               | 1 (3)       |   |                     |       |       |       |       |  |
|  | Naturpellet Segovia  | 2           | 5               | 1 (4)       |   |                     |       |       |       |       |  |
|  | Naturpellet Segovia  | 2           | 5               | 1 (4)       |   | Naturpellet Segovia | 1     | 3     | -     |       |  |
|  |                      |             |                 |             |   | Naturpellet Segovia | 1     | 3     | -     |       |  |
|  |                      |             | Gran Canaria FS | 7           | 4 | -                   |       |       |       |       |  |
|  | F.S. Valdepeñas      | 2           | Gran Canaria FS | 7           | 4 | -                   | 2     | -     |       |       |  |
|  | F.S. Valdepeñas      | 2           |                 |             |   |                     | 2     | -     |       |       |  |
|  | Gran Canaria FS      | 4           | 5               | -           |   |                     |       |       |       |       |  |
|  | Gran Canaria FS      | 4           | 5               | -           |   |                     |       |       |       |       |  |
|  |                      |             |                 |             |   |                     |       |       |       |       |  |

| Asciende a Primera División Gran Canaria FS |